# Rasputín (miniserie)
Rasputin o Rasputin, su verdadera historia es una miniserie producida por el canal HBO donde narra la vida de Grigori Rasputín y los últimos días de la Dinastía Románov.
En la Rusia de fin de siglo XIX, con el Imperio al borde de la revolución, un hombre cambiará la historia para siempre. Es Rasputin, y lo llaman el monje loco, pero muchos creen en sus poderes sobrenaturales, los cuales dicen que han salvado la vida del hijo del zar. Su influencia no tiene límites y tampoco su ambición. El mundo no será el mismo cuando alcance el poder.  

## Premios
- Rasputin ganó un Globo de Oro a la Mejor miniserie o telefilme.
- Alan Rickman, que protagoniza al monje Grigori Rasputín, ganó un Emmy y un Globo de Oro por su trabajo.
- Greta Scacchi, quien interpretó a Alejandra Fiódorovna Románova, ganó un Emmy y fue nominada para los Globos de Oro.
- Sir Ian McKellen, como Nicolás II de Rusia, ganó un Globo de Oro, y fue nominado para un Emmy.